# Гавайи 5-O
«Гава́йи 5-O», или «Отде́л 5-О» (англ. Hawaii Five-O) — американский телесериал в жанре полицейской драмы, который транслировался на телеканале CBS с 20 сентября 1968 года по 6 апреля 1980 года и насчитывает 12 сезонов, состоящих в общей сложности из 279 эпизодов. Джек Лорд исполнил главную роль детектива-лейтенанта Стива Макгарретта, который является руководителем специальной государственной полицейской оперативной группы на Гавайях, которая была основана на реальном отряде, существовавшем по законам военного времени в 1940-х годах.
В 2010 году на том же телеканале вышел ремейк телешоу с Алексом О’Лафлином в главной роли Стива Макгарретта.

## Сюжет
Специальный отдел 5-O, который не отчитывается ни перед кем, кроме самого губернатора Гавайских островов, сталкивается с самыми сложными задачами и самыми опасными преступниками. Под начальством Стива Макгаретта команда борется с организованной преступностью, противостоит иностранным шпионам, предотвращает заказные убийства и делает ещё многое для обеспечения безопасности пятидесятого штата Соединённых Штатов Америки.

## В ролях
- Джек Лорд — капитан Стивен «Стив» Макгарретт[англ.] (Сезоны 1—12)
- Джеймс Макартур — детектив Дэниел «Дэнно» Уильямс (Сезоны 1—12)
- Кэм Фонг — сержант (позже лейтенант) Чин Хо Келли (Сезоны 1—10)
- Гилберт Лэйни Каухи — детектив Коно Калакауа (Сезоны 1—4)
- Герман Ведемейер — детектив Дюк Лукела (Сезоны 4—12)
- Дэнни Камекона — сержант Ник Келлогг (Сезоны 5—7, 12)
- Эл Харрингтон — детектив Бен Кокуа (Сезоны 5—7)
- Даг Моссман — детектив Фрэнк Камана (Сезон 7)
- Аманда МакБрум — офицер Сэнди Уэллас (Сезоны 8—9)
- Уильям Смит — детектив Джеймс (позже Кимо) Кареу (Сезон 12)
- Лори Уилсон — Шэрон Фаррелл (Сезон 12)
- Мо Киль — Трак Кеолоха (Сезон 12)
- Ричард Деннинг — губернатор Пол Джеймисон (Сезоны 1—12)
- Мэгги Паркер — секретарь Мэй (Сезон 1)
- Пегги Райан — секретарь Дженни Шерман (Сезоны 2—8)
- Гленн Кэннон — Джон Маникот (Сезоны 4—9)

## Эпизоды
| Сезон | Сезон | Эпизоды | Оригинальная дата показа | Оригинальная дата показа |
| Сезон | Сезон | Эпизоды | Премьера сезона          | Финал сезона             |
| ----- | ----- | ------- | ------------------------ | ------------------------ |
|       | 1     | 24      | 20 сентября 1968         | 19 марта 1969            |
|       | 2     | 25      | 24 сентября 1969         | 11 марта 1970            |
|       | 3     | 24      | 16 сентября 1970         | 10 марта 1971            |
|       | 4     | 24      | 14 сентября 1971         | 7 марта 1972             |
|       | 5     | 24      | 12 сентября 1972         | 13 марта 1973            |
|       | 6     | 24      | 11 сентября 1973         | 26 февраля 1974          |
|       | 7     | 24      | 10 сентября 1974         | 25 марта 1975            |
|       | 8     | 23      | 12 сентября 1975         | 4 марта 1976             |
|       | 9     | 23      | 30 сентября 1976         | 5 мая 1977               |
|       | 10    | 24      | 15 сентября 1977         | 4 мая 1978               |
|       | 11    | 21      | 28 сентября 1978         | 5 апреля 1979            |
|       | 12    | 19      | 4 октября 1979           | 5 апреля 1980            |

## Рейтинги
| Сезон     | Ранк | Рейтинг                    |
| --------- | ---- | -------------------------- |
| 1968—1969 | #15  |                            |
| 1969—1970 | #19  | 21,1                       |
| 1970—1971 | #7   | 25,0                       |
| 1971—1972 | #12  | 23,6                       |
| 1972—1973 | #3   | 25,2                       |
| 1973—1974 | #5   | 24,0                       |
| 1974—1975 | #10  | 24,8                       |
| 1975—1976 | #13  |                            |
| 1976—1977 | #18  | 21,9 (вместе с «60 минут») |
| 1977—1978 | #23  | 20,4                       |
| 1978—1979 | #70  | 14,8                       |
| 1979—1980 | #74  | 13,8                       |